# Collina d'Oro
Collina d'Oro est une commune suisse du canton du Tessin, située dans le district de Lugano.

Photo aérienne prise par Walter Mittelholzer (1919).

Elle a été fondée le 4 avril 2004 avec la fusion des anciennes communes de Montagnola, Gentilino et Agra. Le 1er avril 2012, une autre fusion a eu lieu avec la commune de Carabietta.

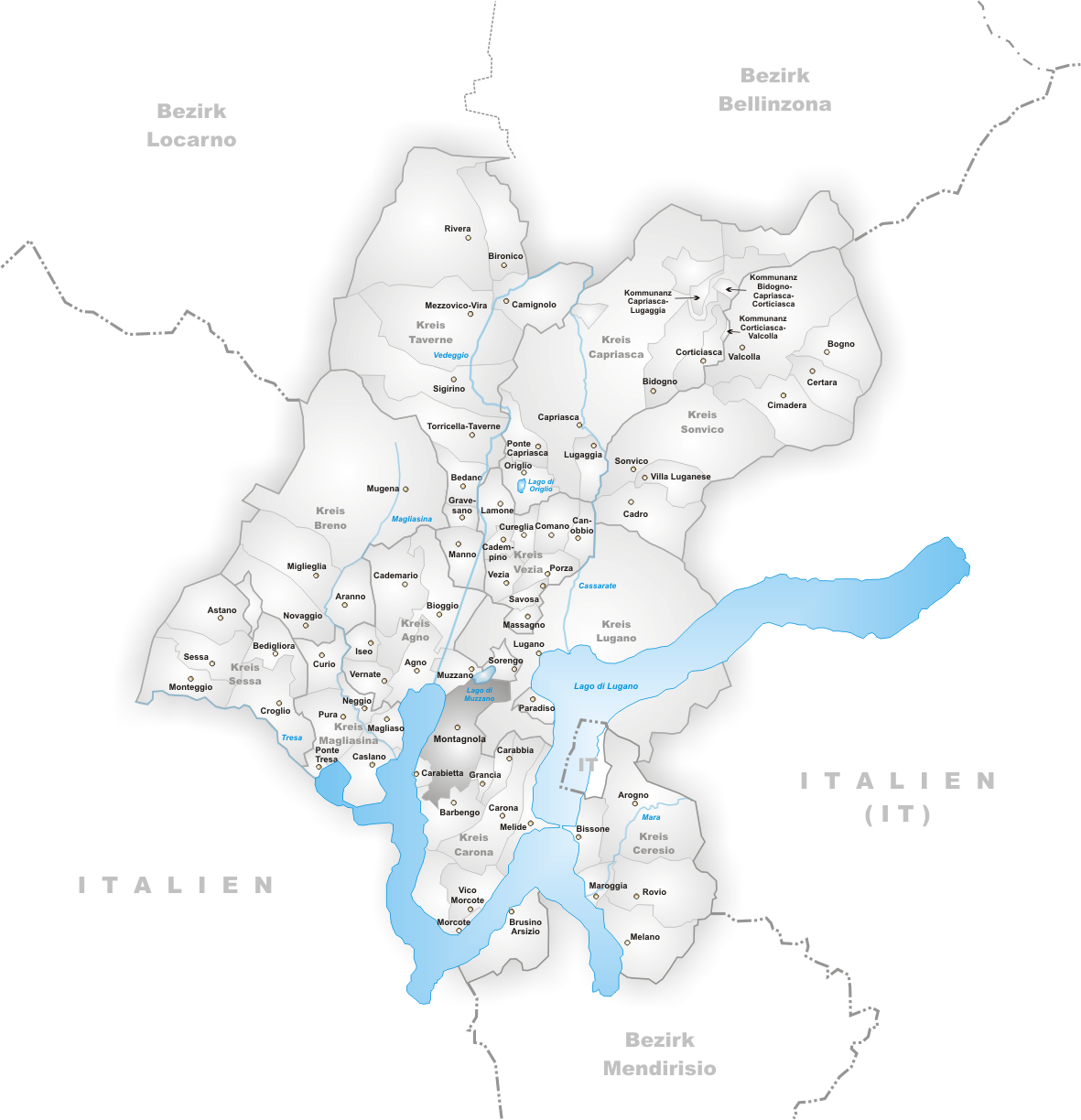
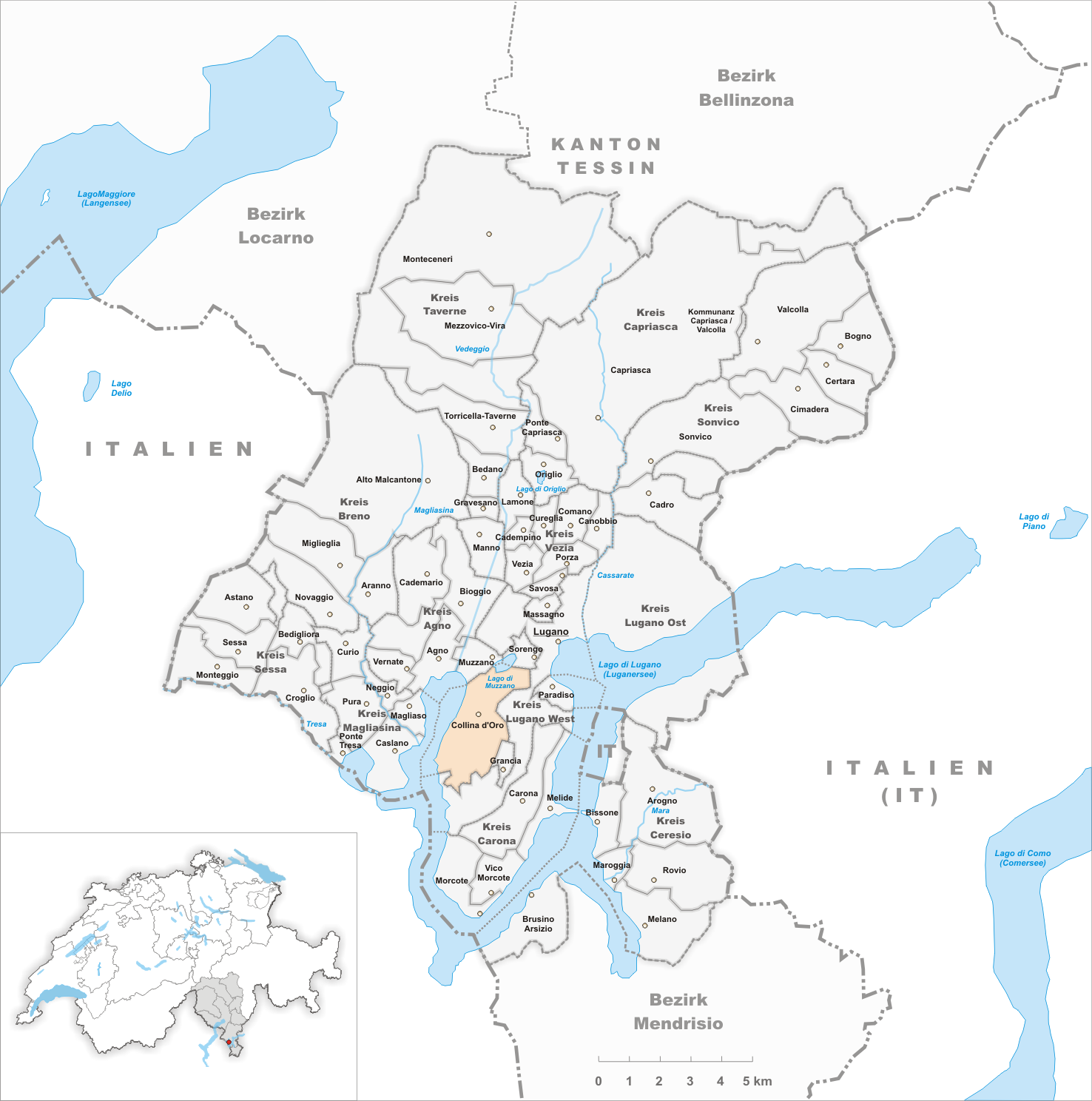

## Personnalités
Collina d'Oro est le lieu d'origine de la dynastie des architectes Gilardi, qui travaillèrent en Russie du milieu du XVIIIe siècle au milieu du XIXe siècle, où ils édifièrent de nombreux monuments, palais et hôtels particuliers.
Hugo Ball, ami et biographe de Hesse, y est mort et y a été enterré en 1927.
De même, Hermann Hesse y a habité, après la Première Guerre mondiale, le village de Montagnola, et a été enterré au cimetière du village de Gentilino (tombe n° 6001) ; un petit musée Hermann Hesse existe aujourd'hui à côté de la maison Camuzzi qui l'hébergea. Bruno Walter, musicien allemand - mort aux États-Unis quelques mois avant Hesse - en 1962 y a aussi été enterré, sa tombe n° 6002 étant immédiatement voisine de celle de Hesse.
George Harrison séjourna dans le village de Montagnola vers la fin de sa vie.

## Monuments et curiosités
L'église paroissiale Sant'Abbondio située en dehors du village en direction de Montagnola est déjà mentionnée en 1372. Elle consiste en un édifice à trois nefs avec chœur polygonal, son clocher étant isolé au sud. Remaniements aux XVIe et XVIIe siècles. Le chœur est richement orné de stucs du XVIIIe siècle, le maître-autel date de 1700. Devant l'église est situé un ossuaire décoré de fresques baroques ainsi que des chapelles du chemin de croix.